# (100689) 1997 YW6
(100689) 1997 YW6 es un asteroide perteneciente al cinturón de asteroides descubierto el 25 de diciembre de 1997 por Naoto Sato desde el Observatorio de Chichibu, Saitama, Japón.

## Designación y nombre
Designado provisionalmente como 1997 YW6.

## Características orbitales
1997 YW6 está situado a una distancia media del Sol de 2,610 ua, pudiendo alejarse hasta 3,439 ua y acercarse hasta 1,780 ua. Su excentricidad es 0,317 y la inclinación orbital 12,52 grados. Emplea 1540,38 días en completar una órbita alrededor del Sol.

## Características físicas
La magnitud absoluta de 1997 YW6 es 14,9. 